# Tomás del Estal
Tomás del Estal (Salamanca, maig de 1967) és un actor espanyol que ha treballat tant en teatre com en cinema i televisió.

## Biografia
Va néixer a Salamanca, molt petit es va traslladar a Barcelona. Va estudiar a l'escola de teatre de Barcelona, iniciant-se com a professional en 1992 a La Fura dels Baus, grup en el qual va romandre durant 2 anys. Més endavant es va traslladar a Madrid. Ha participat en conegudes sèries de TVE com Amar en tiempos revueltos o Servir y proteger.

## Cinema
- Alatriste (2006). Dirigida per Agustín Díaz Yanes.
- Las 13 rosas (2007). Dirigida per Emilio Martínez Lázaro.
- Guerrilla (2008). Dirigida per Steven Soderbergh.
- Sólo quiero caminar (2008). Dirigida per Agustín Díaz Yanes.
- Pájaros de papel (2010). Dirigida per Emilio Aragón.
- 23-F: la película (2011). Dirigida per Chema de la Peña.
- El hombre de las mil caras (2016). Dirigida per Alberto Rodríguez.

## Teatre
- Lucido de Rafael Spregelburd.
- La vida en chándal dirigida per Miguel Morrillo.
- Ricardo II dirigida per Adrián Daumas.
- En alta mar dirigida per Vicente Rodado.
- L'enderroc de La Fura dels Baus.
- Mar Mediterránea de La Fura dels Baus.

## Televisió
| Any         | Sèrie                               | Canal     | Personatge       | Notes        |
| ----------- | ----------------------------------- | --------- | ---------------- | ------------ |
| 1995        | Juntas, pero no revueltas           | La 1      | Policia          | 1 episodi    |
| 1998        | Periodistas                         | Telecinco |                  | 1 episodi    |
| 1998        | Nissaga de poder                    | TV3       | Rafael           | 1 episodi    |
| 2000        | ¡Ala... Dina!                       | Antena 3  | Cámara           | 1 episodi    |
| 2000        | Compañeros                          | Antena 3  |                  | 2 episodis   |
| 2000 - 2001 | Policías, en el corazón de la calle | Antena 3  |                  | 3 episodis   |
| 2001        | Al salir de clase                   | Telecinco | Agente Torres    | 1 episodi    |
| 2002        | Un paso adelante                    | Antena 3  |                  | 1 episodi    |
| 2003        | Los Serrano                         | Telecinco | Policia          | 1 episodi    |
| 2003        | Hospital Central                    | Telecinco | Joaquín          | 1 episodi    |
| 2005        | Al filo de la ley                   | La 1      |                  | 1 episodi    |
| 2005        | Ana y los 7                         | La 1      |                  | 1 episodi    |
| 2005        | Aquí no hay quien viva              | Antena 3  | Ginecòleg        | 1 episodi    |
| 2005        | Aída                                | Telecinco | Señor Robles     | 1 episodi    |
| 2006        | Los hombres de Paco                 | Antena 3  |                  | 3 episodis   |
| 2006        | Hospital Central                    | Telecinco | Jesús            | 1 episodi    |
| 2006        | Amistades peligrosas                | Cuatro    | Angulo           | 16 episodis  |
| 2007        | Círculo rojo                        | Antena 3  | Jacobo           | 3 episodis   |
| 2007        | Cuenta atrás                        | Cuatro    | Guti             | 1 episodi    |
| 2007        | Hermanos y detectives               | Telecinco |                  | 1 episodi    |
| 2007        | El comisario                        | Telecinco | Vega             | 4 episodis   |
| 2007        | Gominolas                           | Cuatro    |                  | 2 episodis   |
| 2007        | SMS                                 | La Sexta  |                  | 21 episodis  |
| 2008        | Sin tetas no hay paraíso            | Telecinco | Ricardo          | 2 episodis   |
| 2008        | La familia Mata                     | Antena 3  |                  | 1 episodi    |
| 2008 - 2010 | Amar en tiempos revueltos           | La 1      | José María Pérez | 218 episodis |
| 2011 - 2013 | Bandolera                           | Antena 3  | Morales          | 79 episodis  |
| 2013        | Gran Reserva: El origen             | La 1      | Dámaso           | 4 episodis   |
| 2013        | Isabel                              | La 1      | Yusef Franco     | 1 episodi    |
| 2014; 2016  | Víctor Ros                          | La 1      | Luis Blázquez    | 14 episodis  |
| 2015        | Cuéntame cómo pasó                  | La 1      | Policía          | 1 episodi    |
| 2016        | La que se avecina                   | Telecinco | Profeswor        | 1 episodi    |
| 2017        | La zona                             | #0        |                  | 4 episodis   |
| 2018        | La peste                            | #0        | Monardes         | 6 episodis   |
| 2018        | La verdad                           | Telecinco | Arregui          | 4 episodis   |
| 2018        | Presunto culpable                   | Antena 3  | Aitor Aristegui  | 13 episodis  |
| 2019        | Servir y proteger                   | La 1      | Gabriel Campos   | 18 episodis  |